# Mersenhoven
Mersenhoven is een gehucht gelegen op het grondgebied van Guigoven en Wintershoven, hoewel het zich op enige afstand bevindt van de dorpskernen waartoe het gehucht behoort. Tegenwoordig sluit de bebouwing van Mersenhoven vrijwel aan op de dorpskom van Kortessem.
De grens tussen Kortessem en Mersenhoven wordt gevormd door de Winterbeek.
De naam Mersenhoven heeft de betekenis van hoeve die door moerassen omgeven wordt. Reeds in de 8e eeuw (tijd van de Merovingen en Karolingen) werd hier al de landbouw bedreven.
De straten in Mersenhoven zijn de Bredeweg en de Mersenhovenstraat.
In Mersenhoven bevindt zich de Mersenhovenkapel.
Aan Mersenhovenstraat 27-27A bevindt zich een langgestrekte hoeve, met kern uit de tweede helft van de 18e eeuw en deels in vakwerkbouw.
De Bredeweg is de oude verkeersweg via Guigoven naar Tongeren. Sedert 1740 kwam de Tongersesteenweg gereed (zie: Steenweg op Luik), die de verkeersfunctie van de Bredeweg overnam.